# 8978 Барбатус
8978 Барба́тус (8978 Barbatus) — астероїд головного поясу.
Тіссеранів параметр щодо Юпітера — 3,182.